# Franz Josef Hirschberg
Franz Josef Hirschberg, meist F. J. Hirschberg, (* 5. Februar 1864 in Halbseiten, Bezirksgericht Rokitnitz; † nach 1937) war ein tschechoslowakischer Stenograph, Lehrer und Kommunalpolitiker.
Hirschberg war staatlich geprüfter Lehrer für Stenographie und wurde Direktor der Bürgerschule in Sankt Joachimsthal im Erzgebirge und gab noch bis Ende der 1930er Jahre die von ihm begründete stenographische Monatsschrift Stift Heil! heraus. Er war Ehrenvorsitzender des deutschen Stenographenbundes in der C.S.R. und wurde 1919 Bürgermeister der Bergstadt Sankt Joachimsthal.
1907 gab er gemeinsam mit R. Kreuzinger die Kleine Heimatkunde heraus. Sein zunächst im Selbstverlag herausgegebener Lehrgang der Stenographie zur Erlernung des einzig staatlich anerkannten Systems Gabelsberger erschien 1914 bereits in 17. Auflage.
1936 erschien in Sankt Joachimsthal sein Zeitweiser für Gabelsberger Stenographen.